# نياز مغديد عبد الله
نياز مغديد عبد الله (بالبرتغالية: Claudinei Alexandre Aparecido‏) (2 مايو 1980 في البرازيل - ) هو لاعب كرة قدم برازيلي في مركز الهجوم. لعب مع سسكا صوفيا وسي إف آر كلوج وموريرينسي ونادي الشباب ونادي تشانغتشون ياتاي ونادي غواراني ونافال ونادي تشونغتشينغ ليانغجيانغ وأوفارينسه ديبورتيفا ‏ وGrêmio Esportivo Anápolis ‏ وTrindade Atlético Clube ‏ ونادي تشونغتشينغ وTianjin Tianhai F.C. ‏ ونادي بوا إيسبورت.

## روابط خارجية
- نياز مغديد عبد الله على موقع قاعدة بيانات كرة القدم.إي يو (الإنجليزية)
- نياز مغديد عبد الله على موقع Soccerway.com (الإنجليزية)